# 帝国活動写真
帝國活動冩眞株式會社（ていこくかつどうしゃしん、1920年11月8日 設立 - 1921年4月 改称・合併）は、かつて東京に存在した日本の映画会社である。松竹の前身となったことで知られる。略称帝活。

## 略歴・概要
1895年（明治28年）12月、大谷竹次郎が京都・新京極に「阪井座」のオーナーになったときを、現在の「松竹株式会社」は創業とみなしているが、1902年（明治35年）1月、兄の演劇興行者・白井松次郎とともにその名をとって「松竹」と「大阪朝日新聞」が報道し、松竹合資会社を設立、さらに松竹合名会社と改称した演劇興行会社「松竹」が、1920年（大正9年）2月、東京市京橋区築地3丁目9に「松竹キネマ合名社」を設立、映画の製作・配給を発表を発表するとともに、「2-3万坪の撮影所用地」と「人材」を募集する広告を新聞に出した。
結局、東京府荏原郡蒲田村（現在の東京都大田区蒲田5丁目）の「中村化学研究所」の跡地9,000坪を買収することとなり、同地に同年6月、「松竹キネマ蒲田撮影所」をオープンした。同撮影所の開設第1作は、同年11月1日に松竹直営の「歌舞伎座」で公開された3巻ものの短篇映画『島の女』であるが、同作の公開のちょうど1週間後の同年11月8日、東京市本郷区に設立したのが、この「帝国活動写真株式会社」である。風間礼助、小林喜三郎らが取締役に名を連ねていたことから、興行の会社であることがわかる。
そのわずか5か月後の1921年（大正10年）4月、「帝国活動写真株式会社」は、社名を「松竹キネマ株式会社」に改称、「松竹キネマ合名社」を吸収合併した。同社は本社を本郷区から、旧松竹キネマ合名社の所在地に移転した。この「松竹キネマ株式会社」は、のちの1936年（昭和11年）1月には蒲田撮影所を閉鎖・売却して、大船撮影所に移転し、その翌年の1937年（昭和12年）には、「松竹興行株式会社」を吸収合併し、社名を「松竹株式会社」と改めて、現在に至ることになる。したがって、現在の松竹の「設立年月日」は、「帝国活動写真株式会社」の設立年月日となる。

## 関連事項
- 松竹 - 松竹蒲田撮影所

## 註
1. 1 2 3 4  松竹公式サイト内の「松竹の沿革 1895年 - 1940年」の記述を参照。
2. ↑  INAX公式サイト内の「くにまる東京歴史探訪」の記述を参照。
3. ↑  大田区公式サイト内の「松竹キネマ蒲田撮影所跡」の記述を参照。